# Skogsvårdsförening
En skogsvårdsförening är i Finland en lagstadgad sammanslutning för främjande av skogsvården i ett visst område. Föreningen tillhandahåller hjälp och expertis i frågor om skogsvård och kan med fullmakt sköta virkeshandel för enskilda skogsägare. 
| ”                                  | En skogsvårdsförening är en sammanslutning av skogsägare vilken har till syfte att främja lönsamheten hos det skogsbruk som skogsägarna idkar och uppnåendet av de övriga mål som de uppställt för sitt skogsbruk samt främja en i ekonomiskt, ekologiskt och socialt hänseende hållbar skötsel och användning av skogarna. | „ |
| – Lag om skogsvårdsföreningar, 1 § | |   |

Skogsägare inom området är automatiskt medlemmar, också personer med del i samfälld skog. En medlem har rätt att avböja medlemskap eller utträda, men blir därigenom inte befriad från att betala den skogsvårdsavgift sammanslutningen uppbär för att finansiera sin verksamhet, annat än om medlemmens skogsareal är liten (4–12 ha) eller tillfälligt om vissa andra villkor uppfylls.
Skogsvårdsavgifterna används i huvudsak av skogsvårdsföreningen, i första hand för rådgivning, information och utbildning samt administrativa uppgifter. Medel får användas för att trygga biologisk mångfald i skogarna men är avsedda främst för åtgärder viktiga  ur virkesproduktionssynvinkel. Skogsvårdsavgifterna skall inte användas till egentliga arbetskostnader, utan dessa skall betalas direkt av skogsägarna.
Föreningen regleras genom Lag om skogsvårdsföreningar, som hänvisar bland annat till föreningslagen. Besluten i föreningen fattas av ett fullmäktige som väljs med lika rösträtt, så att samfund, sammanslutningar och makar har en gemensam röst var. Fullmäktige utser en styrelse, vars sammansättning "i tillräcklig mån" skall representera olika delar av verksamhetsområdet och olika skogsägare.